# Битва под Новгородом-Северским
Би́тва под Но́вгородом-Се́верским или би́тва в уро́чище Узру́й — первое крупное сражение Лжедмитрия I с царскими войсками.

## Предыстория
Лжедмитрий I, пользовавшийся тайной поддержкой польского короля Сигизмунда III, во главе наёмного войска польско-литовских шляхтичей перешёл границу Русского государства и овладел первой небольшой крепостью — Моровском. Под его знамёна начали стекаться многие жители южнорусских земель, уверовавшие в то, что Дмитрий — «законный государь». Самозванцу удалось овладеть Черниговом, Путивлем и другими городами неспокойной Северской земли. В лагерь Лжедмитрия перебежал с казной дьяк Б. Сутупов, посланный Борисом Годуновым в северские города.

## Осада Новгорода-Северского
Единственным городом, оказавшим упорное сопротивление войскам Лжедмитрия, стал Новгород-Северский, в котором укрепились воеводы Никита Трубецкой и Пётр Басманов с гарнизоном около 1500 человек и несколькими тяжёлыми орудиями. Именно второй воевода Басманов отличился энергией и знанием дела, став фактическим начальником. По его распоряжению был сожжён посад, дабы полякам негде было укрыться от ноябрьских холодов. 11 (21) ноября началась осада деревянной крепости, три дня спустя был предпринят первый штурм, но поляки отступили, потеряв 50 человек. Все попытки поджечь крепость или пробить в стене брешь оказались тщетными. В ночь с 17 (27) ноября на 18 (28) ноября 1604 года гарнизону Новгорода-Северского удалось отразить генеральный штурм Лжедмитрия I с большим уроном для нападавших. После этого Лжедмитрий начал роптать на поляков и в его стане чуть не начался открытый конфликт.

## Полевое сражение
Тем не менее, войско самозванца, а также подконтрольная ему территория продолжали расти. Его власть признавали всё новые города и волости. На помощь Басманову царь Борис Годунов направил большую армию под командованием князя Фёдора Мстиславского. Она состояла из 25 тысяч служилых людей, однако с боевыми холопами насчитывала, вероятно, около 40 тысяч человек. Армия Лжедмитрия I состояла из 15 тысяч человек, но несмотря на меньшую численность перехватила военную инициативу. 21 (31) декабря 1604 года началось сражение в урочище Узруй под Новгородом-Северским. Польские роты гусар опрокинули правое крыло русской армии во главе с бездарным воеводой Дмитрием Шуйским, которое, отступая, смешалось с центром, обращая врагам тыл. По словам французского наёмника Жака Маржерета, участвовавшего в битве на стороне царских войск, но позже перешедшего на сторону самозванца, атаку кавалерии возглавлял лично Лжедмитрий I. Одна из гусарских рот, следуя за отступавшими, повернула вправо и неожиданно оказалась в расположении ставки Мстиславского. В общей потасовке гусары сбили с коня Мстиславского и нанесли ему несколько ударов по голове, однако князь был спасён подоспевшими стрельцами во главе с Михаилом Шеиным. Гусарская рота повернула вспять, но её значительная часть вместе с капитаном Домарацким попала в плен.
Тем не менее, в результате этого отважного и безрассудного рейда управление войсками было нарушено и русские полки поспешно отступили к своему обозу, стоявшему у леса. От окончательного разгрома войско Мстиславского спасла несогласованность действий польских командиров, не поддержавших атаку главных сил. Благодаря контрудару одного из стрелецких полков, поляки были вынуждены прекратить преследование отступающей русской армии, что помогло царским воеводам избежать крупных потерь. По сильно преувеличенным польским данным погибло около 4 тысяч русских, при этом поляки указывали русских по обе стороны конфликта.

## Последствия
Царское войско быстро оправилось от неудачи и, отступив к Стародубу, нарастило свою численность до 50 тысяч человек. Уже в январе 1605 года оно одержало победу над войском Лжедмитрия I в битве при Добрыничах.